# 塔拉蘇縣

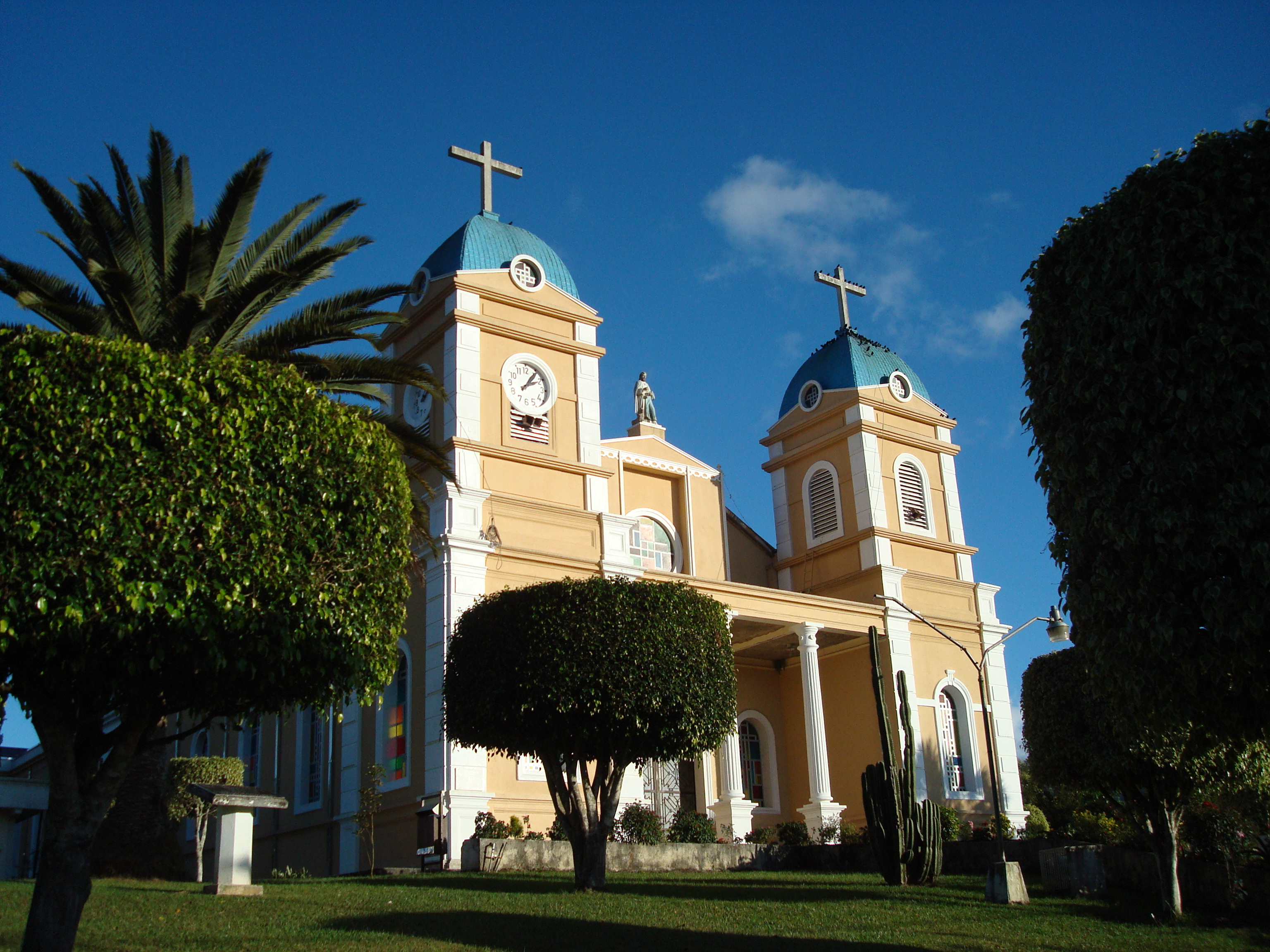

9°36′14″N 84°4′0″W / 9.60389°N 84.06667°W
塔拉蘇縣（西班牙語：Cantón de Tarrazú），是哥斯達黎加的縣份，位於該國中部，由聖何塞省負責管轄，首府設於聖馬科斯德塔拉蘇，始建於1868年8月7日，面積297.5平方公里，2011年人口16,280人，人口密度每平方公里54.72人。